# Der Reiter ohne Kopf (1921)
Der Reiter ohne Kopf ist ein dreiteiliger deutscher Abenteuer- und Sensationsfilm aus dem Jahr 1921 von und mit Harry Piel.

## Handlung
Wie oft in Piel-Filmen ist die Handlung weitgehend nebensächlich und ordnet sich komplett den (für diese Zeiten) sensationellen Darbietungen (Action) und halsbrecherischen Einlagen (Stunts) unter.
Die Handlung ist nicht mehr komplett rekonstruierbar: Der Abenteurer Harry Peel ist auf der Suche nach einem verschwundenen Millionär. In den folgenden drei Teilen gerät er von einer sensationellen Verwicklung in die nächste. Stets muss er sich bei der Suche aus gefährlichen Lagen und scheinbar aussichtslosen Situationen retten. Mal springt er aus einem Fenster auf einen Baum und von dort wieder auf die Erde, mal saust er mit einem Auto über Dächer und stürzt dann mit dem Fahrzeug ins Wasser. In einem Sägewerk wird er fast zweigeteilt, gerät dann in einen Käfig mit hungrigen Löwen und wird schließlich von einer sich herabsenkenden Decke beinahe zerquetscht. Am Ende des ersten Teils findet Peel den gesuchten Millionär – inzwischen tot. Ganz nebenbei funkt auch noch der titelgebende Reiter ohne Kopf, anfänglich als Infanterist noch ganz ohne Pferd, dazwischen.
Im zweiten Teil muss Peel mit einem Löwen im Zirkus raufen und findet allen Ernstes bei diesem Zweikampf ein Testament in dessen zerzauster Mähne. Als Artist feuert man ihn als lebende Kanonenkugel ab, dann wird er von seinem Gegenspieler im wortwörtlichen Sinne eingesackt, rutscht durch eine Falltür und trifft dort – wieder einmal – auf Löwen. Ganz nebenbei taucht auch erneut der Reiter ohne Kopf auf, der jetzt tatsächlich von der Infanterie aufs Pferd umgesattelt hat und für Peel jede Menge Herausforderungen bedeutet. Die Titelfigur ist ein „ganzer Kerl“, trinkt und schießt wie ein echter Wildwestler, und bereitet Peel auch im dritten Teil noch reichlich Ärger, bis der Held der Geschichte im Finale alles zum Guten wendet.

## Produktionsnotizen
Mit Der Reiter ohne Kopf gelang Piel im Frühjahr 1921 der endgültige Durchbruch als Actionheld des deutschen Films und erhielt bald das Etikett „der deutsche Douglas Fairbanks“. Dieser Sensationsfilm war ein überragender Publikumserfolg. Daraufhin gründete Piel noch im selben Jahr 1921 seine eigene Produktionsfirma, die Harry Piel Film Co. mbH, mit Heinrich Nebenzahl und Karl Wiesel als Geschäftsführern.
Die einzelnen Episoden dieser Filmtrilogie trugen die Titel Die Todesfalle, Die geheimnisvolle Macht und Harry Piels schwerster Sieg. Beginnend mit dem ersten Teil am 24. März 1921 wurden die nächsten beiden Episoden im Folgemonat (8. und 12. April) gezeigt. Das Uraufführungstheater war jedes Mal die hauptstädtische Schauburg.
Die Länge aller drei Teile – zweimal zwei Akte und einmal drei Akte – besaßen eine Gesamtlänge von rund 7800 Metern und somit eine Spieldauer von geschätzten vierdreiviertel Stunden.
Der Drehbeginn des Dreiteilers lag in der zweiten Jahreshälfte 1920. Gefilmt wurde in den Jofa-Ateliers. Die Studiobauten entwarf Willi A. Herrmann. Walter Zeiske diente als Aufnahmeleiter.
Einen Großteil der Stunts besorgte der damals 23-jährige Varietékünstler Hermann Stetza, der für seine Leistungen in Piel-Filmen monatlich 500 Reichsmark einkassierte. Bis zu diesem Zeitpunkt hatte Piel stets behauptet, alle Stunts selbst auszuführen. Zum Jahresbeginn 1921 kam es diesbezüglich zu einer heftig geführten Auseinandersetzung zwischen Piel und der Presse. Wie Hans Richter im Kinobrief berichtete, habe Piel nach langem Hin und Her Folgendes zugeben müssen: „Nicht er macht die Sensationen, sondern ein Artist an seiner Stelle. Das kann man ihm nicht übelnehmen, nur wenn er, wie er das getan haben soll, behauptet, er habe alles selbst gemacht, dann ist das unfair. Schließlich ist es aber doch dem Publikum gleichgültig, wer sich in Lebensgefahr begibt, ob es Piel ist oder ein Pielersatz, jedenfalls die Schauburg war bumsvoll in den ersten beiden Teilen, die sogar verlängert wurden und das Publikum war mit dem, was Piel als Regisseur ihm zeigte, einverstanden. Somit ergibt sich, daß Piel sein Publikum kennt und daß es viel, sehr viel Leute gibt, die gern Sensationsfilme sehen.“ Als sich Piel mit Gefährliche Spuren, wo er einen ganz normalen Tischler spielte, erstmals vom reinen L‘art pour l‘art-Actionfilm abwendete, um seinen Abenteuerfilmen eine neue Richtung zu geben, verließ Stetza Piels Firma.

## Kritiken
Der künstlerisch völlig unambitionierte Unterhaltungsmehrteiler, der jedoch als Inbegriff Pielscher Actionfilme gilt, wurde von der an Filmkunst interessierten Kritik kaum wahrgenommen.
Hans Richter schrieb kurz und bündig in einem seiner Kinobriefe: „Diese Art Films wollen wir nicht als Kunst, sondern als Varieté werten und dann muß gesagt werden, daß sie wirklich sensationell vollwertig sind.“
Zu ähnlichen Erkenntnissen kam ein weiterer zeitgenössischer Kritiker Pielscher Inszenierungen jener Tage: „Harry Piel arbeitet amerikanisch: fünf irgendwie zusammenhängende Akte, aber in jedem eine verblüffende Sensation. Brillante Kletterpartien, Schmuckdiebstähle, bestdressierte Polizeihunde, atemlose Verfolgungen mit echten Jiu-Jitsu, Todesstürze vom Dach aufs Pflaster, Sprung aus dem vierten Hausstockwerk ins Wasser und vor allem Autokünste … Dazu Pferderennen, Damenringkämpfe … ein klein bißchen Entkleidung und Aktaufnahmen, und Tempo – man unterhält sich auch ohne Kopf sehr gut.“
Oskar Kalbus’ Vom Werden deutscher Filmkunst beschrieb 1935 das Prinzip Pielscher Filme, das von ihm noch bis in die späten 1930er Jahre regelmäßig und konsequent angewandt und durchgehalten werden sollte, wie folgt: „Schon in den Sensationsfilmen der Kriegszeit war Harry Piel der „Mann ohne Nerven“. Er ist immer der alte geblieben, der seine Sensationen mit der ihm eigentümlichen Meisterung von Eleganz und Bravour ausführt. Es gehört in allen seinen Filmen zu seinem persönlichen Pech, daß ihm stets Verbrecher nachsetzten, oder aber er ist Befreier der verfolgten Unschuld. Das gefällt besonders den Frauen. Deshalb gehörte Harry Piel zu den populärsten Schauspielern der deutschen Leinwand in der Stummfilmzeit.“